# Список колониальных губернаторов Мэриленда
Мэриленд был основан как проприетарная колония лордом Джорджем Калвертом, 1-м бароном Балтиморским, государственным секретарём при короле Англии Якове I. В 1624 году Калверт перешёл в католичество и в 1625 году король-католик издал хартию, которая и положила начало новой английской колонии в Северной Америке. Хартия состояла из 23 разделов, самый важный из которых наделял лорда Балтимора и его наследников, помимо права абсолютной собственности на землю, определёнными полномочиями, как церковными, так и гражданскими, напоминающими те, которыми обладала знать средневековья.
В соответствии с королевской хартией первые восемь губернаторов были назначены семьёй Калвертов. Когда католический король Англии Яков II был свергнут в ходе Славной революции, Калверты лишились своей хартии, и Мэриленд стал королевской колонией. Некоторое время им управляли местные протестанты до прибытия первого из 12 губернаторов, назначенных английской короной. В 1715 году королевская хартия была возвращена Калвертам и они назначали губернаторов вплоть до Американскую революцию, когда в 1776 году Мэриленд объявил о своей независимости.
В списки губернаторов входят только законно назначенные губернаторы и исключены те, кто во время коротких периодов восстания объявлял себя губернаторами колонии.

## Губернаторы частной колонии (1647—1689)
| #  | Губернатор       | Портрет  | Вступил в должность | Покинул должность | Прим.                                                                                    |
| -- | ---------------- | -------- | ------------------- | ----------------- | ---------------------------------------------------------------------------------------- |
| 1  | Леонард Калверт  | LCalvert | 1634                | 1647              | 2-й сын Джорджа Калверта, назначен своим старшим братом Сесилом.                         |
| 2  | Томас Грин       |          | 1647                | 1649              |                                                                                          |
| 3  | Уильям Стоун     | Stone    | 1649                | 1656              |                                                                                          |
| 4  | Джозиас Фендалл  |          | 1657                | 1660              |                                                                                          |
| 5  | Филипп Калверт   |          | 1660                | 1661              |                                                                                          |
| 6  | Чарльз Калверт   | CCalvert | 1661                | 1676              |                                                                                          |
| 7  | Джесси Уортон    |          | 1676                | 1676              |                                                                                          |
| 8  | Томас Нотли      |          | 1676                | 1679              |                                                                                          |
| 9  | Чарльз Калверт   | CCalvert | 1679                | 1684              |                                                                                          |
| 10 | Бенедикт Калверт |          | 1684                | 1688              |                                                                                          |
| 11 | Уильям Джозеф    |          | 1688                | 1689              | Был отстранён от должности протестантскими колонистами после Славной революции в Англии. |

## Протестантские губернаторы (1689—1692)
| # | Губернатор       | Портрет | Вступил в должность | Покинул должность | Прим.                                                                              |
| - | ---------------- | ------- | ------------------- | ----------------- | ---------------------------------------------------------------------------------- |
| 1 | Джон Куд         |         | 1689                | 1690              | Возглавил восстание, свергнувшее колониальное правительство Мэриленда в 1689 году. |
| 2 | Неемия Блэкистон |         | 1691                | 1692              |                                                                                    |

## Губернаторы королевской колонии (1692—1715)
| #  | Губернатор          | Портрет          | Вступил в должность | Покинул должность | Прим. |
| -- | ------------------- | ---------------- | ------------------- | ----------------- | --- |
| 1  | Лайонел Копли       |                  | 1692                | 1693              | Умер. |
| 2  | Томас Лоуренс       |                  | 1693                | 1693              | В 1693 году был президентом Совета и исполняющим обязанности королевского губернатора провинции Мэриленд. |
| 3  | Эдмунд Андрос       | Эдмунд Андрос    | Сентябрь 1693       | Май 1694          | |
| 4  | Николас Гринберри   |                  | Май 1694            | Июль 1694         | |
| 5  | Эдмунд Андрос       | Эдмунд Андрос    | 1694                | 1694              | |
| 6  | Томас Лоуренс       |                  | 1694                | 1694              | |
| 7  | Фрэнсис Николсон    | Фрэнсис Николсон | 1694                | 1698              | |
| 8  | Натаниэль Блэкистон |                  | 1698                | 1702              | Ушёл в отставку из-за проблем со здоровьем.                                                               |
| 9  | Томас Тенч          |                  | 1702                | 1704              | |
| 10 | Джон Сеймур         |                  | 1704                | 1709              | |
| 11 | Эдвард Ллойд        |                  | 1709                | 1714              | |
| 12 | Джон Харт           |                  | 1714                | 1715              | Губернаторство Харта положило начало восстановлению контроля семьи Калверт над Мэрилендом.                |

## Губернаторы частной колонии (1715—1776)
| #  | Губернатор                         | Портрет                            | Вступил в должность | Покинул должность | Прим. |
| -- | ---------------------------------- | ---------------------------------- | ------------------- | ----------------- | --- |
| 1  | Джон Харт                          |                                    | 1715                | 1720              | |
| 2  | Томас Брук-мл.                     |                                    | 1720                | 1720              | Исполняющий обязанности |
| 3  | Чарльз Калверт                     | Чарльз Калверт                     | 1720                | 1727              | Двоюродный брат Чарльза Калверта, 5-го барона Балтимор                                                                                                 |
| 4  | Бенедикт Л. Калверт                | Бенедикт Л. Калверт                | 1727                | 1731              | Младший брат Чарльза Калверта, 5-го барона Балтимор |
| 5  | Сэмюэл Огл                         | Сэмюэл Огл                         | 1731                | 1732              | |
| 6  | Чарльз Калверт, 5-й барон Балтимор | Чарльз Калверт, 5-й барон Балтимор | 1732                | 1733              | |
| 7  | Сэмюэл Огл                         | Сэмюэл Огл                         | 1733                | 1742              | |
| 8  | Томас Блейден                      |                                    | 1742                | 1746/47           | Шурин лорда Балтимора. Первый губернатор Мэриленда местный уроженец.                                                                                   |
| 9  | Сэмюэл Огл                         | Сэмюэл Огл                         | 1746/47             | 1752              | |
| 10 | Бенджамин Таскер-ст.               |                                    | 1752                | 1753              | |
| 11 | Горацио Шарп                       | Горацио Шарп                       | 1753                | 1769              | Брат опекуна лорда Балтимора, друг Джорджа Мейсона и Джорджа Вашингтона.                                                                               |
| 12 | Роберт Иден                        | Роберт Иден                        | 1769                | 1776              | Супруг Кэролайн Калверт, дочери владельца Мэриленда Чарльза Калверта, 5-го барона Балтимор. Ушёл в отставку под давлением американских революционеров. |